# Ezequiel Brítez
Ezequiel David Brítez (Rosario, 25 giugno 1985) è un ex calciatore argentino, di ruolo difensore.

## Carriera
Ha giocato nella massima serie dei campionati argentino, cileno, colombiano e vietnamita.